# Євтушенко Василь Мусійович
Василь Мусійович Євтушенко (нар. 18 вересня 1933, село Малі Будки, тепер Недригайлівського району Сумської області) — український радянський діяч, генерал-майор, 1-й заступник голови КДБ Української РСР. Депутат Верховної Ради УРСР 11-го скликання. Член ЦК КПУ в 1986—1990 р.

## Біографія
У 1951 році закінчив Недригайлівську середню школу Сумської області.
З 1952 року працював в органах державної безпеки СРСР. У 1954 році закінчив Львівську школу Комітету державної безпеки (КДБ) № 302, працював оперуповноваженим та старшим оперуповноваженим в Управління КДБ при РМ Української РСР по Житомирській області.
Член КПРС з 1958 року.
У 1959—1963 роках — курсант Вищої школи Комітету державної безпеки при Раді Міністрів СРСР імені Дзержинського у Москві.
У 1963—1974 роках — в центральному апараті КДБ при РМ Української РСР: старший оперуповноважений 2-го Управління, заступник начальника, начальник відділу 5-го Управління, заступник начальника 5-го Управління КДБ при РМ УРСР.
19 квітня 1974 — 11 квітня 1977 року — начальник Управління КДБ при РМ Української РСР по Харківській області.
У квітні 1977—1982 роках — заступник голови КДБ Української РСР.
У 1982—1990 роках — 1-й заступник голови КДБ Української РСР. Учасник ліквідації аварії на Чорнобильській АЕС у 1986 році. З 1990 року — в діючому резерві КДБ УРСР.
З 1992 року — у запасі, на пенсії.

## Звання
- генерал-майор (1975)

## Нагороди
- орден Трудового Червоного Прапора
- орден Червоної Зірки
- медалі